# Albert Adomah
Albert Danquah Adomah (London, 1987. december 13. –) angol születésű  ghánai válogatott labdarúgó, a Queens Park Rangers játékosa.

## Pályafutása
Tagja volt a 2014-es labdarúgó-világbajnokságon részt vevő válogatottnak.